# Miquel d'Alentorn i de Salbà
Miquel d'Alentorn i de Salbà  was abt van de abdijen Santa Maria in Amer en in Roses en van 1635 tot 1638 de 93ste president van de Generalitat de Catalunya. Hij vormde een triumviraat met Francesc de Llupià uit Perpinyà als vertegenwoordiger van de militaire arm en Pere Prats uit Girona als vertegenwoordiger van de koning, die na zijn overlijden vervangen werd door Pere Joan Fortuna uit Tortosa.
Hij was afkomstig uit Ripoll. Hij was de zoon van Alexandre d'Alentorn i de Botella, heer van Seró, een voormalige heerlijkheid in de huidige gemeente Artesa de Segre en van Àngela van Salbà en Montmany. Hij was een oom van Onofre d'Alentorn i de Mir, in 1640 lid van de militaire arm van de Generalitat. Onder zijn voorzitterschap kon Barcelona opnieuw de hoofdstad van het «onderkoninkrijk» Catalonië worden, een titel die de stad van 1635 tot 1637 als straf aan Girona verloren was. Hij kwam tot een akkoord met de geestelijke en wereldse overheden dat er in het prinsdom Calonië en de Graafschappen Rosselló en Cerdanya niemand een ambt, ereambt of prebende mocht krijgen die er niet geboren was.
Tijdens zijn mandaat wilde Gaspar de Guzmán, graaf en hertog van Olivares, de oorlog tegen Frankrijk vanuit Catalonië beginnen. Daarvoor moest de Catalaanse bevolking zijn leger betalen, en ook zorgen voor voeding en logies. Bovendien hief Guzmán nieuwe illegale belastingen, bovenop de reguliere belastingen van de Generalitat. Net zoals tijdens de bezetting door de Spaanse legers in de Nederlanden, werd wie niet betaalde geplunderd, onteigend of gevangenzet.
Bij testament heeft hij de abdij van Amer ruim bedacht: hij schonk onder meer de middelen voor de bouw of aankoop van de kapel en het retabel van Sint-Benedictus, de klokkentoren, zijn graf en kostbare liturgische voorwerpen.